# Giovanni Meli
Giovanni Meli (Palerm, Regne de Sicília, 1740 - Idem, 1815) fou un poeta, metge i professor de química sicilià.

## Biografia
Després d'estudiar Filosofia i Medicina, va treballar com métge a Cinisi, a la província de Palerm. Molt aviat va descobrir als poetes bucòlics i a la poesia en la seva llengua siciliana nativa (sicilià, que va emprar més tard en la seva obra literària.
Va publicar la seva primera obra, La Bucolica, entre 1766 i 1772, inspirat per la Arcadia de Jacopo Sannazaro. L'obra fou escrita mentre encara feia de metge a Cinisi.
Quan va tornar a Palerm ja era conegut com a poeta i científic. Va dedicar la resta de la seva vida a col·leccionar obres de poesia siciliana, però sobretot, a escriure i publicar la seva pròpia obra. Els  Poesi siciliani en cinc llibres fou publicada l'any 1787 i una edició amb sis parts el 1814.
A més a més de La bucolica, aquestes col·leccions contenen exemples dels seus versos satírics, com La fata galanti (1762); Don Chisciotti e Sanciu Panza (una paròdia inspirada en l'obra de Cervantes, 1785-1787); Favuli murali (Faules morals, 1810-1814; Origini dû munnu (Els orígens del món, 1768); Elegii ('Elegies) i Canzunetti (Cançonetes).

## Exemple

### Don Chisciotti e Sanciu Panza(Cantu quintu)
(~1790)
| Sicilià                                | Català                                               |
| -------------------------------------- | ---------------------------------------------------- |
| Stracanciatu di notti soli jiri;       | Disfressat de nit nomes vaga;                        |
| S'ammuccia ntra purtuni e cantuneri;   | S'amaga en portes i nínxols;                         |
| cu vacabunni ci mustra piaciri;        | amb rodamóns es troba a gust;                        |
| poi lu so sbiu sunnu li sumeri,        | però l'ase és el seu màxim plaer,                    |
| li pruteggi e li pigghia a ben vuliri, | els protegeix i els cuida a ben voler,               |
| li tratta pri parenti e amici veri;    | els tracta com parents i verdaders amics;            |
| siccomu ancora è n'amicu viraci        | ja que encara és bon amic                            |
| di li bizzarri, capricciusi e audaci.  | de tots els que son estranys, capritxosos i audaços. |